# 南高峰
南高峰是西湖西南方的一座山峰。高257米，登上山巅向东俯瞰，西湖全景历历在目。南高峰与北高峰形成的双峰插云是西湖十景之一。

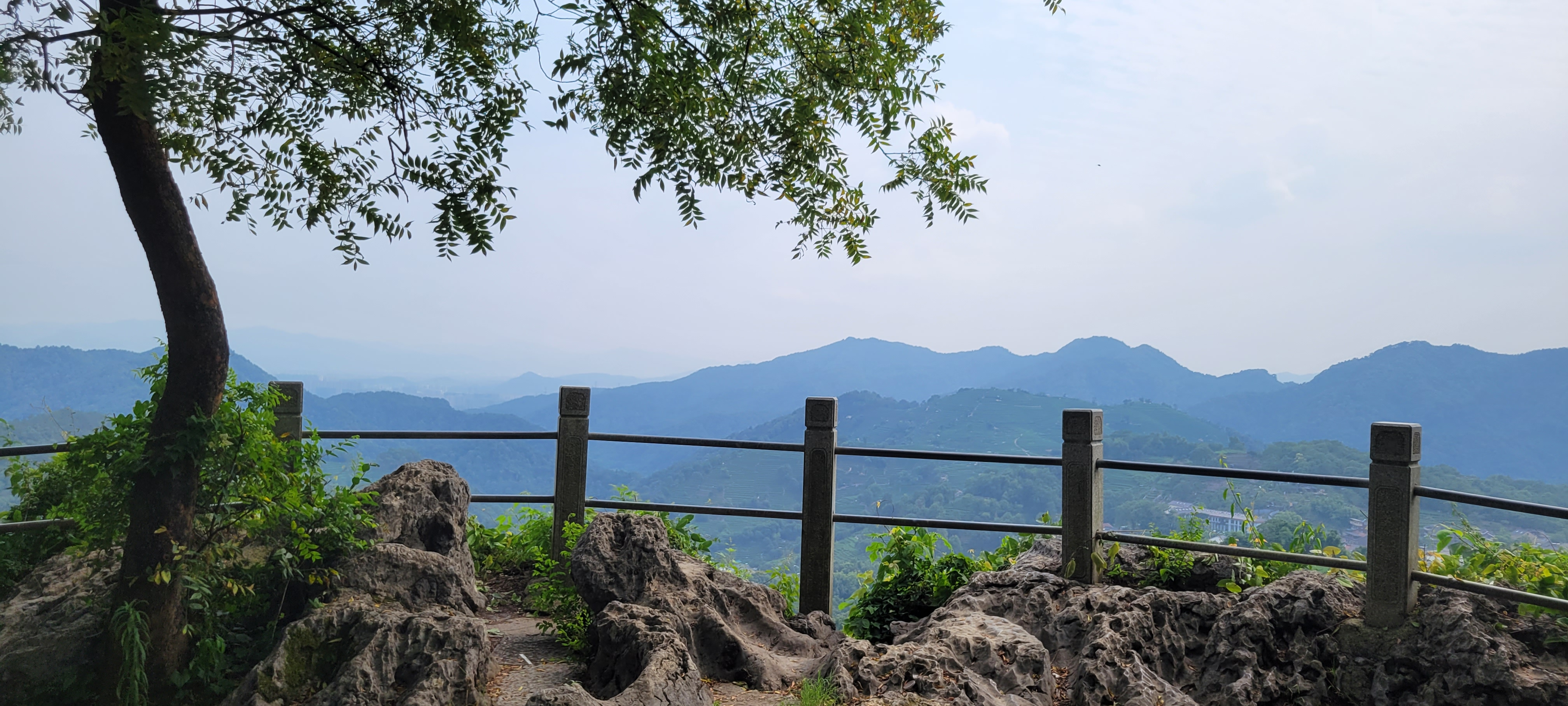
南高峰頂觀景台